# جوزيف ميريك جونز
جوزيف ميريك جونز (بالإنجليزية: Joseph Merrick Jones)‏ هو محامي ومحامي أمريكي، ولد في 20 أغسطس 1902 في نيو أورلينز في الولايات المتحدة، وتوفي في 11 مارس 1963 في ميتايري في الولايات المتحدة.